# Pagney-derrière-Barine
Pagney-derrière-Barine település Franciaországban, Meurthe-et-Moselle megyében. Lakosainak száma 649 fő (2022. január 1.). Pagney-derrière-Barine Bruley, Écrouves és Toul községekkel határos.

## Népesség
A település népességének változása:
| Lakosok száma | 409  | 439  | 539  | 566  | 617  | 637  | 631  | 660  | 653  | 649  |
|               | 1968 | 1982 | 1990 | 2006 | 2013 | 2015 | 2017 | 2019 | 2020 | 2022 |